# アディアウイアコエ・ラリヤ・ババ・アーメド
アディアウイアコエ・ラリヤ・ババ・アーメド（Adiawiakoye Laliya Baba Ahmed、2001年10月5日 - ）は、マリ共和国の女子バスケットボール選手である。ポジションはセンター。

## 来歴
京都精華学園高校に留学し、インターハイベスト8とウィンターカップベスト4を経験。
卒業後は名古屋経済大の進学。
2022年にWリーグに新規参入する姫路イーグレッツに加入。